# Eduardo Fischer
Eduardo Aquiles Fischer (Joinville, 25 marzo 1980) è un nuotatore brasiliano.
Specializzato nella rana, ha partecipato alle Olimpiadi di Sydney 2000 e di Atene 2004.

## Palmarès
- Mondiali in vasca corta

Mosca 2002: argento nei 50m rana.
- Giochi panamericani

Santo Domingo 2003: argento nella 4x100m misti e bronzo nei 100m rana.